# Зоран Радмиловић
Зоран Радмиловић (Зајечар, 11. мај 1933 — Београд, 21. јул 1985) био је српски и југословенски филмски, телевизијски и позоришни глумац, који је одиграо неке од најупечатљивијих улога у историји југословенске кинематографије. Његова најпознатија улога била је у позоришној представи Радован III, по којој је добио титулу Краља хумора и импровизације.

## Биографија
Рођен је 11. маја 1933. године, од оца Момчила, судије и мајке Љубице, домаћице, у Зајечару. Деда по оцу, Рихард Ланг, био је Немац, архитекта. Оженивши се Зорановом бабом Стевком, прешао је у православље и узео име Радмило. Одатле потиче породично презиме Радмиловић.
По очевој жељи, уписао је Правни факултет у Београду, али гa је после две године напустио. Потом је студирао на Архитектонском факултету, који такође напушта, а убрзо уписује Филолошки факултет, одсек енглески језик. Упоредо је опробао глумачке могућношћу у КУД „Иво Лола Рибар“. Радмиловић је тада напустио студије енглеског језика и посветио се глуми. На наговор главне глумице, која му је била симпатија и са којом је био партнер у културно-уметничком друштву, уписао је и поступно апсолвирао глуму на Академији за позориште, филм, радио и телевизију и након тога започео каријеру у Београдском драмском позоришту (1962—1968), у коме је првобитно наступао у мање значајним представама. Дипломирао је 1963. године по повратку из војске.
Године 1964, због одустајања Љубе Тадића, Радмиловић је добио насловну улогу у представи „Краљ Иби“ (на сцени Атељеа 212). Током настајања представе, његова глумачка надареност довела је до тријумфа импровизације (велики успех остварује и на гостовањима у Паризу, Москви, Њујорку, Венецији и др.) Касније је „своју сцену“ поново представљао (заједно с каснијим Радованом III Душана Ковачевића), две деценије.
Иако је остварио низ успелих улога у позоришту (био је стални члан Атељеа 212 од 1968. године до смрти), на филму и телевизији све су оне остале у сенци „улоге живота“ у „Краљу Ибију“ (чак и кад се ради о бриљантном остварењу — улози Молијера у истоименом комаду М. А. Булгакова, за коју је награђен Октобарском наградом Града Београда).
На филму је дебитовао 1962. године („Чудна девојка”, Јована Живановића) и одиграо око двадесет улога. Главне је остварио у филмовима „Глинени голуб” (Т. Јанић, 1966), „Рам за слику моје драге” (Мирза Идризовић, 1968), „Поглед у ноћ” (Н. Стојановић, 1968), „Павиљон 6” (Л. Пинтилије, 1978), „Срећна породица” (Гордан Михић, 1980).
Своју последњу, 299. улогу, у представи „Радован III” је одиграо 9. јуна 1985. године, уз велике болове, али опет, уз његову велику жељу, представа је одржана до краја. Само три дана касније пребачен је у болницу, из које се није вратио. Преминуо је 21. јула 1985. године у 53. години живота, на Првој хируршкој клиници у Београду, од проблема са дигестивним трактом. Кремиран је, а његова урна се налази у Алеји заслужних грађана на Новом гробљу у Београду.
Био је ожењен глумицом Дином Рутић (1943—2019). Усвојили су ћерку, девојчицу Ану рођену у Пећи и много су је волели. Инспирисана њиме, његова усвојена кћи Ана Радмиловић (1974—2017) је написала две књиге — „Залажем се за лаж“ (2009) и „Кад је свет имао бркове“ (2011).
О њему је 2021. године снимљен филм „Глумчина”.

## Позориште
- 1964. — Краљ Иби
- 1973. — Радован III

## Филмографија
|                   | 1950▼ | 1960▼ | 1970▼ | 1980▼ | Укупно |
| ----------------- | ----- | ----- | ----- | ----- | ------ |
| Дугометражни филм | 0     | 7     | 7     | 8     | 22     |
| ТВ филм           | 1     | 18    | 23    | 4     | 46     |
| ТВ серија         | 0     | 11    | 23    | 32    | 66     |
| ТВ мини серија    | 0     | 7     | 2     | 4     | 13     |
| ТВ кратки филм    | 0     | 0     | 2     | 2     | 4      |
| Кратки филм       | 0     | 0     | 2     | 0     | 2      |
| Видео             | 0     | 0     | 0     | 1     | 1      |
| Укупно            | 1     | 43    | 59    | 51    | 154    |

| Год.       | Назив                                  | Улога                              |
| ---------- | -------------------------------------- | ---------------------------------- |
| 1950.-те▲  |                                        |                                    |
| 1959.      | Кризантема                             |                                    |
| 1960.-те▲  |                                        |                                    |
| 1962.      | Прва љубав                             |                                    |
| 1962.      | Чудна девојка                          | Пеђа                               |
| 1963.      | Ромео и Ђулијета (ТВ филм)             |                                    |
| 1963.      | Инкогнито                              |                                    |
| 1963.      | Кир Јања (ТВ)                          | Мишић Нотарош                      |
| 1964.      | Право стање ствари                     |                                    |
| 1964.      | Име и презиме (серија)                 |                                    |
| 1964.      | Марш на Дрину                          | Коцкар Боги Петровић               |
| 1965.      | Пета страна света                      | Зоки                               |
| 1965.      | Оно море                               |                                    |
| 1965.      | Акција епеј                            |                                    |
| 1965.      | Корени                                 |                                    |
| 1965.      | Хиљаду зашто? (серија)                 | Зоран                              |
| 1965.      | Горки део реке                         | Доктор                             |
| 1966.      | Њен први чај (ТВ)                      |                                    |
| 1966.      | Провод                                 |                                    |
| 1966.      | Глинени голуб                          | Предраг                            |
| 1967.      | Свечаност на успутној станици          |                                    |
| 1967.      | Седам Хамлета (серија)                 | Хамлет                             |
| 1967.      | Шест љубави Луције Живојиновић         |                                    |
| 1968.      | Ноћно дежурство сестре Гризелде        | доктор Швајгер                     |
| 1968.      | Бурлеска о Грку                        |                                    |
| 1968.      | Рам за слику моје драге                | Никола                             |
| 1968.      | Љубав на телефону                      |                                    |
| 1968.      | Сезона пољубаца                        |                                    |
| 1968.      | Педикирка                              |                                    |
| 1968.      | Горски цар (серија)                    | Светолик                           |
| 1969.      | Баксуз (серија)                        |                                    |
| 1969.      | Ко ће да спасе орача                   | Алберт Коб                         |
| 1969.      | Рађање радног народа (серија)          | Јова Меденица                      |
| 1969.      | Велики дан                             |                                    |
| 1970.-те▲  |                                        |                                    |
| 1970.      | Ујка Вања (ТВ)                         | Иван Вања Војницки, Маријин син    |
| 1970.      | Бурна ноћ                              |                                    |
| 1970.      | Тристан и Изолда                       |                                    |
| 1970.      | Поезија Огдена Неша                    |                                    |
| 1970.      | Рођаци (серија)                        | Алекса                             |
| 1971.      | Спомен плоча                           |                                    |
| 1971.      | Халелуја                               |                                    |
| 1971.      | Сладак живот на српски начин           |                                    |
| 1971.      | Операција 30 слова (серија)            |                                    |
| 1971.      | Цео живот за годину дана (серија)      | Живко                              |
| 1971.      | В. Р. — Мистерије организма            | Радмиловић                         |
| 1972.      | Розенбергови не смеју да умру (ТВ)     | Јулијус Розенберг                  |
| 1972.      | Смех са сцене: Атеље 212               | Тата Иби & Капетан                 |
| 1972.      | Дервиш и смрт (ТВ)                     | Ахмет Нурудин                      |
| 1973.      | Личност којој се дивим                 |                                    |
| 1973.      | Дрвени сандук Томаса Вулфа             |                                    |
| 1973.      | Краљ Иби (ТВ)                          | Тата Иби                           |
| 1973.      | Изгнаници                              |                                    |
| 1973.      | Павиљон број шест (ТВ)                 | Иван Дмитрић Громов                |
| 1973.      | Наше приредбе (ТВ серија)              | Господин Лебедев                   |
| 1973.      | Опасни сусрети (серија)                |                                    |
| 1973—1974. | Образ уз образ (серија)                | Зоран                              |
| 1975.      | Халуцинације                           |                                    |
| 1975.      | Црни петак (ТВ)                        | Начелник општине                   |
| 1976.      | Прича о војнику                        |                                    |
| 1976.      | Џангризало (ТВ)                        | Џангризало                         |
| 1976.      | Изгубљена срећа (ТВ)                   | Драги                              |
| 1976.      | Звездана прашина (ТВ)                  | Марко                              |
| 1976.      | Част ми је позвати вас (серија)        | Зоран                              |
| 1976.      | Музика позорнице (серија)              |                                    |
| 1977.      | Инфериорност (ТВ)                      | Ђовани                             |
| 1977.      | Како упокојити вампира (ТВ)            | Андрија                            |
| 1977.      | Усијане главе (серија)                 |                                    |
| 1977.      | Црни дани (серија)                     | Милорад Драшковић                  |
| 1977.      | Запамтите (серија)                     |                                    |
| 1977.      | Под истрагом                           | Батица                             |
| 1977.      | Више од игре (серија)                  | Капетан Михајло Миша Шљивић        |
| 1978.      | Молијер (ТВ)                           | Молијер                            |
| 1978.      | Поглед у ноћ                           |                                    |
| 1978.      | Павиљон 6                              | Иван Дмитрић Громов                |
| 1978.      | Дан када се рушио свет                 |                                    |
| 1978.      | Образ уз образ: Новогодишњи специјал   | Зоран                              |
| 1978.      | Седам плус седам                       | Зоран                              |
| 1979.      | Срећна породица                        | Ујак                               |
| 1979.      | Радио Вихор зове Анђелију              |                                    |
| 1979.      | Приповедања Радоја Домановића (серија) | Радоје Домановић                   |
| 1979.      | Какав дан                              |                                    |
| 1979.      | Усијање                                | Фра Грга                           |
| 1979.      | Мост                                   |                                    |
| 1980.-те▲  |                                        |                                    |
| 1980.      | Дувански пут (серија)                  |                                    |
| 1980.      | Мајстори, мајстори!                    | Сава                               |
| 1980.      | Бисери од песама (ТВ кратки)           |                                    |
| 1981.      | Дунаво                                 |                                    |
| 1981.      | Песничке ведрине (серија)              |                                    |
| 1981.      | Светозар Марковић (серија)             | Илија Гарашанин                    |
| 1981.      | Широко је лишће                        | Милан                              |
| 1981.      | Шеста брзина                           | Мајстор Живота Говедаревић         |
| 1982.      | Маратонци трче почасни круг            | Били Питон                         |
| 1982.      | Коже (серија)                          | Адвокат Доктор Зацић               |
| 1982.      | Приче из радионице (серија)            | Мајстор Живота Говедаревић         |
| 1983.      | Приче из Непричаве (серија)            | Домаћин                            |
| 1983.      | Имењаци (ТВ серија)                    |                                    |
| 1983.      | Кореспонденција (ТВ)                   | Симеон Његован Хаџија, син Лупусов |
| 1983.      | Радован III                            | Радован                            |
| 1983.      | Оштрица бријача                        |                                    |
| 1983.      | Шећерна водица                         | Доктор Драговић                    |
| 1984.      | Последња авантура                      | Глумац                             |
| 1984.      | Улични певачи (серија)                 |                                    |
| 1984.      | Проклета авлија (ТВ)                   | Латифага „Карађоз“,                |
| 1984.      | Увек са вама (серија)                  | Зоки                               |
| 1985.      | Држање за ваздух                       | Светланин стриц                    |
| 1985.      | Отац на службеном путу                 | Пилот                              |
| 1985.      | Приче из фабрике (серија)              | Доктор Пјевалица                   |
| 1986.      | Шмекер                                 | Чика Дача                          |

## Награде
- 1983. — Добричин прстен, награда за животно дело,
- 1985. — Седмојулска награда СР Србије,
- Октобарска награда Града Београда за улогу у представи „Молијер“,
- 1978. — Златна арена за најбољу споредну мушку улогу на Филмском фестивалу у Пули за улогу у филму Павиљон 6,
- 1964. — Стеријина награда за глумачко остварење за улогу у представи „Бетон и свици“ на Стеријином позорју у Новом Саду,
- 1973. — Статуета Ћуран за улогу у представи Краљ Иби на фестивалу Дани комедије у Јагодини,
- 1975. — Статуета Ћуран за улогу у представи Радован III на фестивалу Дани комедије у Јагодини.

#### Награда Зоран Радмиловић
Награда Зоран Радмиловић додељује се од 1988. у оквиру Стеријиног позорја у Новом Саду, а додељује је компанија „Новости“.

#### Награда „Зоранов брк"
Награда „Зоранов брк“ се додељује сваке године у част Зорана Радмиловића на манифестацији „Дани Зорана Радмиловића“ у Зајечару. Награда је установљена 1991. године.

## Цитати
Кад полазим од куће мрзим и себе и публику, а кад представа почне, сва та мржња и јед експлодира у своју супротност, у љубав.

## Занимљивости
- Велика је сличност између Радмиловића и Слободана Алигрудића. И поред тога што су умрли у истом периоду, њихови карактери су се необично поклапали. Обојица су били: дружељубиви, духовити, цинични, шармантни, преки, осећајни, сетни, јогунасти, неповерљиви, искључиви и аргоантни. Такође, обојица су градили слободу глуме, која друге глумце није ометала, већ им давала на значају. Били су прожети снажном акцијом да се лик ослободи свега што би на њему могло бити лажно, извештачено и неуверљиво.[5]
- Улица у Зорановом родном Зајечару носи његово име, као и једна улица у Београду. Постоје и његови споменици у оба града.
- 21. јула 2010. на његовој кући у Милешевској улици у Београду постављена је спомен плоча у Радмиловићеву част, у организацији Атеље 212 и челника општине Врачар.
- По њему је названо Народно позориште Тимочке крајине „Зоран Радмиловић”.

## Фестивали
- 1974. Београдско пролеће — Бошко Буха (Дечје београдско пролеће)